# Talcahuano
Talcahuano (wym. talkaˈwano) – gmina i miasto portowe znajdujące się w środkowym Chile, w prowincji Concepción w regionie Biobío. Miasto jest częścią obszaru Metropolitalnego Gran Concepción i jest zamieszkiwane przez 250 tys. osób. Leży na północ od miasta Concepción, nad Oceanem Spokojnym (zatoka Concepción).

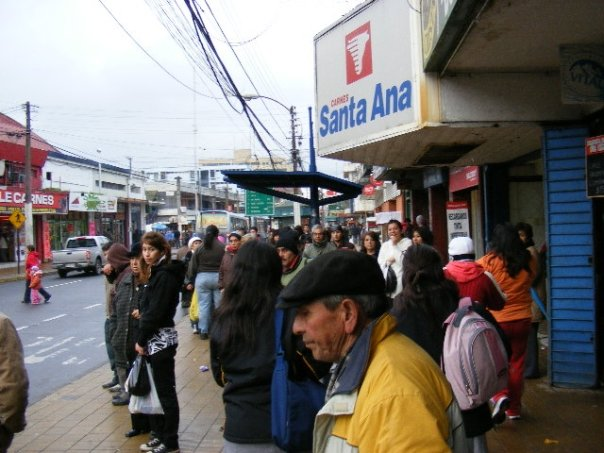
Zabudowa centrum miasta
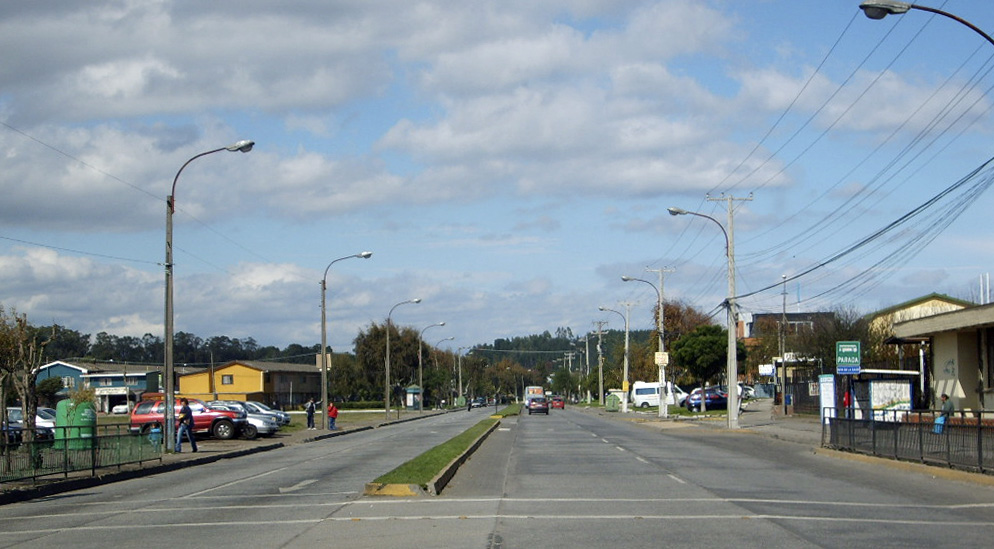
Ulica Alto Horno
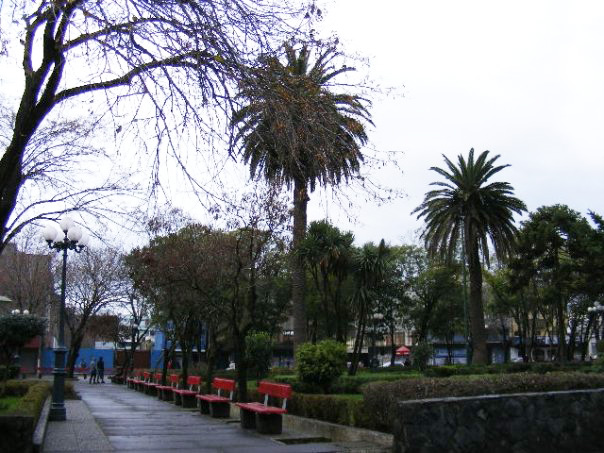
Plaza de armas

## Linki zewnętrzne

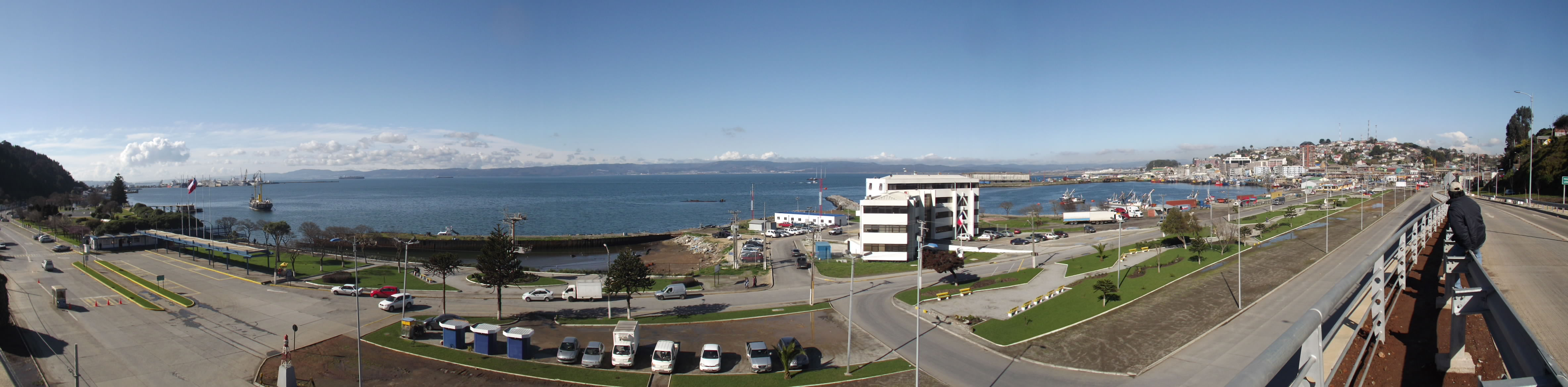
Talcahuano